# Köpings mekaniska verkstad

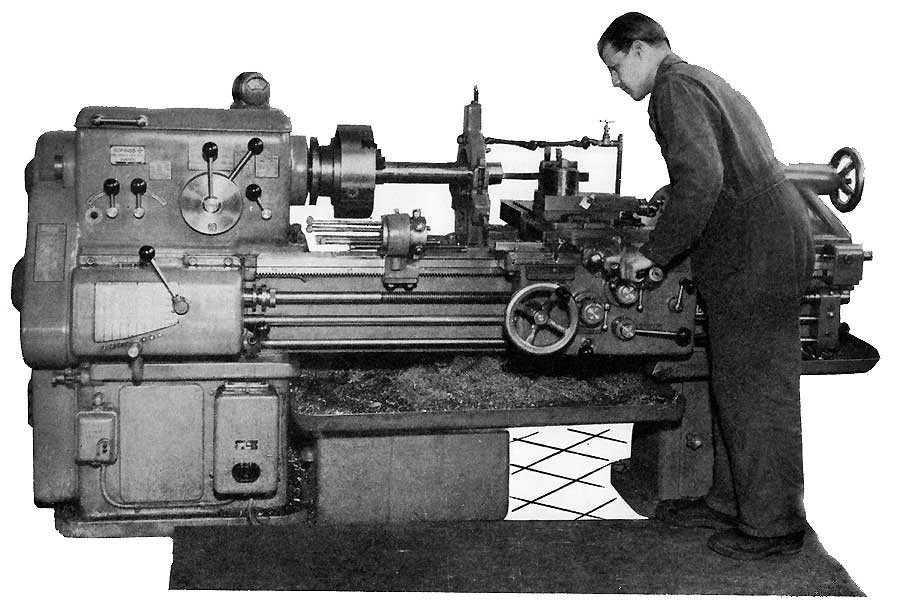
Svarv 10" typ S 10 från 1945

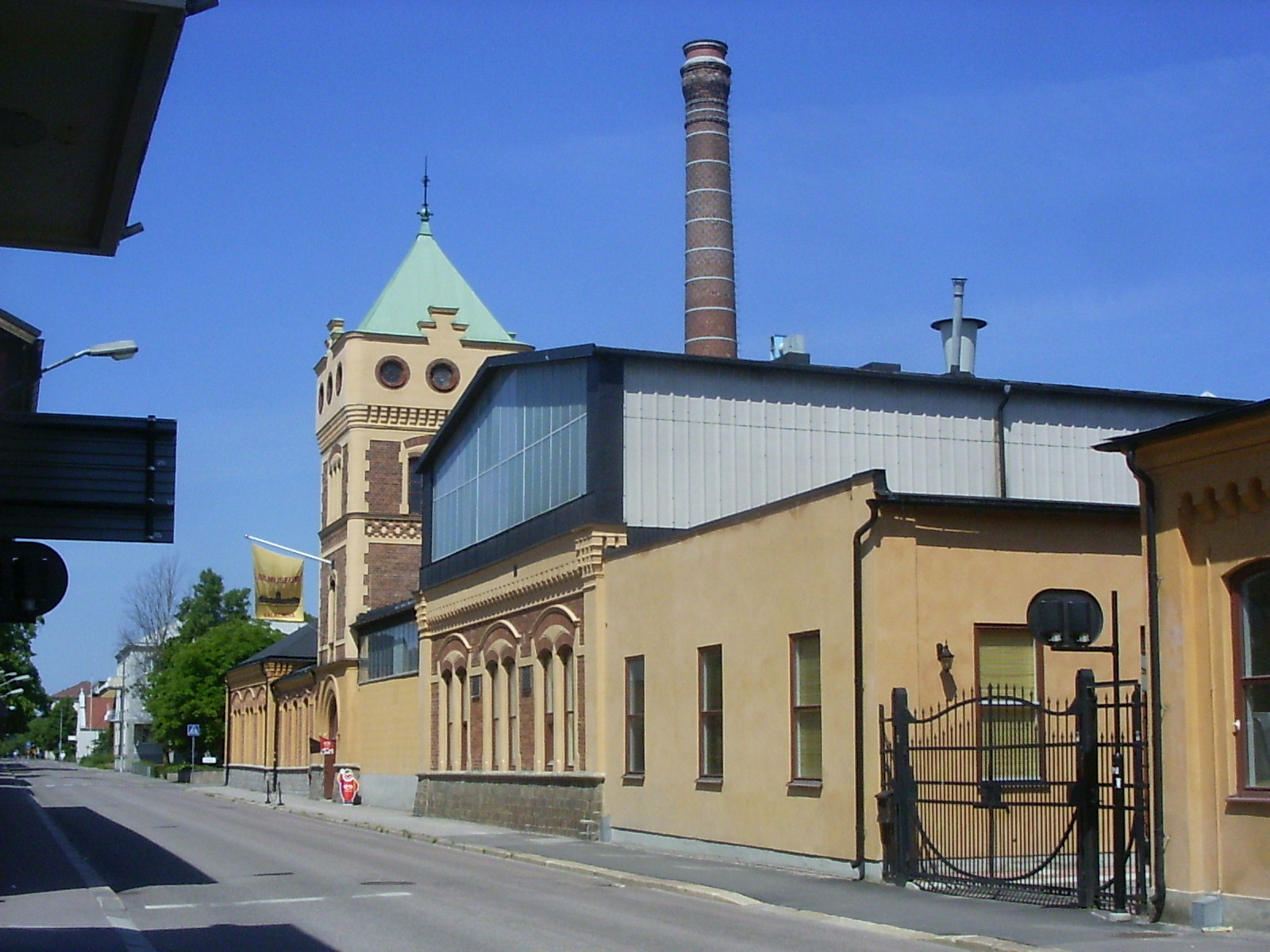
Bil- och Teknikhistoriska Samlingarna i den gamla fabriken

Köpings mekaniska verkstad (KMV), grundad 1856 av civilingenjör Otto Gottfrid Hallström, var en svensk verkstadsindustri som tillverkade verktygsmaskiner, till exempel svarvar och fräsmaskiner. Företaget gjorde sig ett namn och dess rykte bidrog bland annat till att Volvo beställde transmission för sina personbilar av företaget. Beroende på konjunktur kunde personalen alternera mellan maskin- och transmissionstillverkningen. KMV kom också att tillverka många specialmaskiner för den egna bilindustrin. Företaget köptes 1942 av Volvo. Under 1960-talet minskade tillverkningen och mellan 1967 och 1971 såldes maskintillverkningen till Storebro Bruks AB som under en övergångstid tillverkade Köpingmaskinerna, främst svarvar.

## Historik
Från början inriktades verksamheten på tillverkning och reparationer av maskiner och gjutgods för företagen i Bergslagen. Lokaliseringen till Köping berodde på att stambanan mellan Stockholm och Göteborg enligt plan skulle passera staden. Då banan i stället kom att gå söder om Mälaren, försvårades fabrikens första tid, då Köping först efter tio år fick järnvägsförbindelse. Tillverkningen utvidgades till att omfatta vagnsaxlar, tröskverk och verktygsmaskiner. På 1880-talet var verktygsmaskiner den mest omfattande branschen och tio år senare dominerade de företagets produktion helt.
År 1872 ombildades firman till aktiebolag. Då Hallström avled 1880 övertog sonen Ivar ledningen av företaget. Han efterträddes 1897 av sin bror, Hjalmar. Då denne avled 1906 blev brodern Gunnar disponent och teknisk ledare samt brodern Hadar kassadirektör varefter den senare blev verkställande direktör 1919.    
Företaget var ett av de första att införa serietillverkning och toleranssystem redan 1903. Tillverkningen av tröskverk upphörde 1910, men axelfabriken utvecklades till tillverkning av växellådor för bilindustrin.
Volvo inledde 1926 samarbete med KMV och året därpå rullade den första Volvobilen av bandet med en växellåda från KMV. År 1942 köpte Volvo KMV och blev senare en del av Volvo Powertrain. Ett annat företag som utgick från KMV var GKN Driveline Köping.
År 1967 såldes all manuell svarv- och frästillverkning till Storebro Bruks AB. Under viss tid tillverkades parallellt manuella maskiner på båda bolagen.
I den gamla fabriken finns idag museet Bil- och Teknikhistoriska Samlingarna.